# Лощинин, Дмитрий Анатольевич
Дмитрий Анатольевич Лощинин (род. 1967) — предприниматель, президент и генеральный директор компании Luxoft. Компания Luxoft специализируется на оказании услуг по формированию цифровой стратегии и разработке программного обеспечения, с клиентской базой по всему миру, включающей компании-участники рейтинга Fortune Global 500. Под руководством Дмитрия Лощинина Luxoft стала глобальным игроком по разработке цифровых инноваций для таких индустрий как финансовые услуги, автомобилестроение, здравоохранение, медиа и телекоммуникации.
В 2013 году Luxoft успешно проводит первичное размещение акций (IPO). В 2019 году Luxoft была приобретена компанией DXC Technology.

## Биография
Родился в Москве. Окончил с отличием факультет ВМК МГУ (1991), бизнес-школу IBM (1991). Обучался по программе руководящих кадров в Уортонской школе бизнеса.
Руководитель проекта, затем директор программ компании KED GmbH (Германия) (1991—1994). Исполнительный директор в фирме MCP GmbH (Россия) (1994—1995). Руководитель практики Business Management Services компании IBM Россия (1995—1998).
В 1998 году начал работать в IBS Group, где успешно разработал типовое внедрение SAP R/3. Возглавил отделение интегрированных систем управления компании IBS (1998—1999). Директор центра программных разработок компании IBS (1999—2000).
Лощинин возглавил «Люксофт» с момента его основания (2000). Более чем двадцатилетний опыт в IT-бизнесе позволил ему собрать команду профессионалов и вывести Luxoft в число ведущих мировых разработчиков высокотехнологичного программного обеспечения. Под его руководством Luxoft, развиваясь экспоненциально, стал признанным лидером в области заказной разработки программного обеспечения в Восточной Европе.
Председатель правления некоммерческого партнерства «Руссофт» (2005—2007).
За три года (2010—2013) гендиректор Luxoft Дмитрий Лощинин бесплатно получил от компании 5 % ее акций. После проведения IPO компании этот пакет стал стоить порядка $30 млн.
Дмитрий Лощинин вошёл в список Топ-100 лидеров российской ИТ-индустрии (2002).
Международная ассоциация профессионалов аутсорсинга (IAOP) ввела Лощинина в Зал славы ассоциации аутсорсинга.